# 安昶
安昶（1779年—1848年），字叶琴，一字薌林，號蓉溪，常州府金匮县（今江苏省无锡市锡山区）人。金匮县生员出身，因喜爱临摹古帖，故书法颇有古风，以其草书闻名。著有《薌林居士诗草》。

## 简介
安昶生于乾隆四十四年(1779年)五月二十四日，卒于道光二十八年(1848年)二月十八日。金匮县诸生，擅长草书。嘉庆二十二年(1817年)，曾协助其父亲安汝谐修葺无锡县学，参与监修无锡县学尊经阁。

## 诗作
- 《登尊经阁二首·其一》[6]

高阁层层接斗魁，而今逸兴忽然来。
云梯偶踏三三级，经史如城一一堆。
画槛落红成古木，琼檐摇绿长新莱。
未知创建凭谁手，修到今朝有几回。

- 《登尊经阁二首·其二》[7]

画栋帘开瑞霭浮，晓云晴日下岑楼。
九龙峰秀回环映，万井烟浓次第收。
枫影乱飞溪渡口，桂香轻拂泮池头。
从知到此红尘远，无限清光一色秋。

## 家族
安昶出自胶山安黄氏。父亲，安汝谐，贡生出身，慈善家。子，安鸿勋，附贡出身，书法家。